# Boa Vista (Zeitschrift)

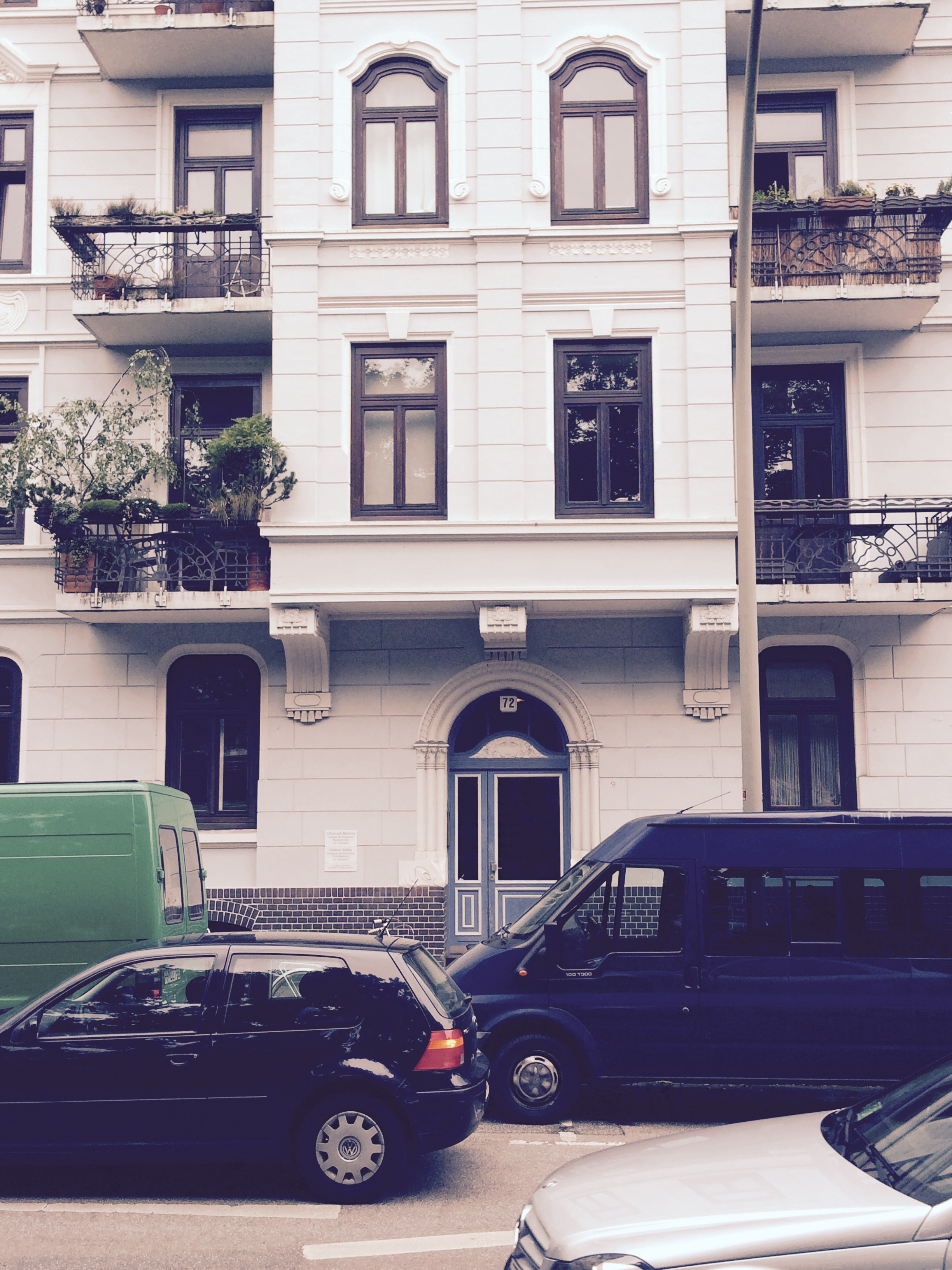
Zeitweiliger BOA VISTA-Redaktionssitz während der 70er Jahre, Eulenstraße 27, Hamburg

Boa Vista [ˈboɐ ˈѵɪʃʈɐ] (portugiesisch für schöne Aussicht) war eine 1974 von Daniel Dubbe und Bernd Cailloux gegründete deutschsprachige literarische Alternativzeitschrift, die bis zum Jahre 1983, zeitweise in Göttingen, zeitweise in Hamburg herauskam.

## Erscheinungsweise/Erscheinungsorte
Die Zeitschrift kam in unregelmäßigen Abständen heraus und brachte es insgesamt auf zehn Ausgaben. 1973 erschien sie im Verlag Udo Breger, Göttingen, 1974–1980 in der Edition Boa Vista, Hamburg, 1981–1983 wiederum im Verlag Udo Breger, Göttingen.

## Herausgeber
Die Herausgabe der Boa Vista teilten sich abwechselnd Daniel Dubbe, Manfred Hennig, Natias Neutert und Peter Waldheim. Ihr Vertrieb beschränkte sich zunächst auf die Universitätsbuchhandlungen beider Städte und auf solche überregional beachteten Ereignisse vor Ort wie z. B. dem Hamburger „Literatrubel“. Unter der Herausgeberschaft von Natias Neutert öffnete sich die Zeitschrift zeitweilig über den Göttinger und Hamburger Einflussbereich hinaus auch auf Großstädte wie Berlin, Frankfurt und München und war zu dieser Zeit sogar über den Vertrieb und Versand von Zweitausendeins erhältlich.

## Ziele und Autoren
Im anverwandelnden Rückgriff auf Dada, Surrealismus und orientiert an Kurt Schwitters Merz (Kunstbegriff) und den Erzählformen der Beat- und Cut-up-Literatur war die Zeitschrift ganz auf experimentelle Poesie und Prosa ausgerichtet. Zu ihren regelmäßigen oder zeitweiligen Mitarbeitern gehörten folgende Schriftsteller und Künstler:
| - Bernd Cailloux - Daniel Dubbe - Frederike Frei - Helmut Heissenbüttel - Natias Neutert - Peter Rühmkorf - Helmut Salzinger | - Jürgen Schnitzler - Kiev Stingl - Ralf Thenior - Klaus Thiele-Dohrmann - Walter Thielsch - Peter Waldheim - Charly Wüllner - Hilka Nordhausen |

## Wirkung
Die ansonsten eher schwer messbare Wirkung der Boa Vista lässt sich zumindest an der damals einflussreichen Kulturzeitschrift Ulcus Molle Info ablesen, die ihre Leserschaft aus dem Milieu der Underground (Kultur) mit folgendem Appell zur Lektüre aufforderte: Boa Vista „sollte unbedingt gelesen werden!“ Schon ein Jahr später lud Uwe M. Schneede die Gruppierung unter dem Titel „BOA VISTA im Kunstverein“ zu den vom 20. Juli bis 3. September ’78 Hamburger stattfindenden Kunstwochen in den Kunstverein in Hamburg ein, wo außer der Präsentation der Ausgaben 1 bis 6 auch eine Dichterlesung geboten wurde.
An ihr nahmen Autoren des inneren Zirkels der locker organisierten Gruppierung teil:
| - Peter Waldheim: Dein Grünes Haar/Gedichte - Manfred Hennig: Erhebungen vor dem Aufstehen/Prosa - Natias Neutert: Der Dichter taumelt ins Freie/Kurze Mitteilungen an Fußgänger - Bernd Gail Cailloux: Zwei Prosa-Texte - Kiev Stingl liest Songs und Gedichte - Charly Wüllner: Das Radioprogramm. Die amerikanische Reise und der Vortrag über die Teutonenbombe./Eine Hör-Szene. |